# Citorek Barat
Citorek Barat is een bestuurslaag in het regentschap Lebak van de provincie Banten, Indonesië. Citorek Barat telt 2444 inwoners (volkstelling 2010).